# آرهولی رکوردز
آرهولی رکوردز (انگلیسی: Arhoolie Records) شرکت نشر موسیقی آمریکایی است، که در سال ۱۹۶۰ تأسیس شد.